# Poritia phama
Poritia phama là một loài bướm ngày được tìm thấy ở Pakistan và Ấn Độ that belongs to the Lycaenids hoặc Blues family.

## Hình ảnh

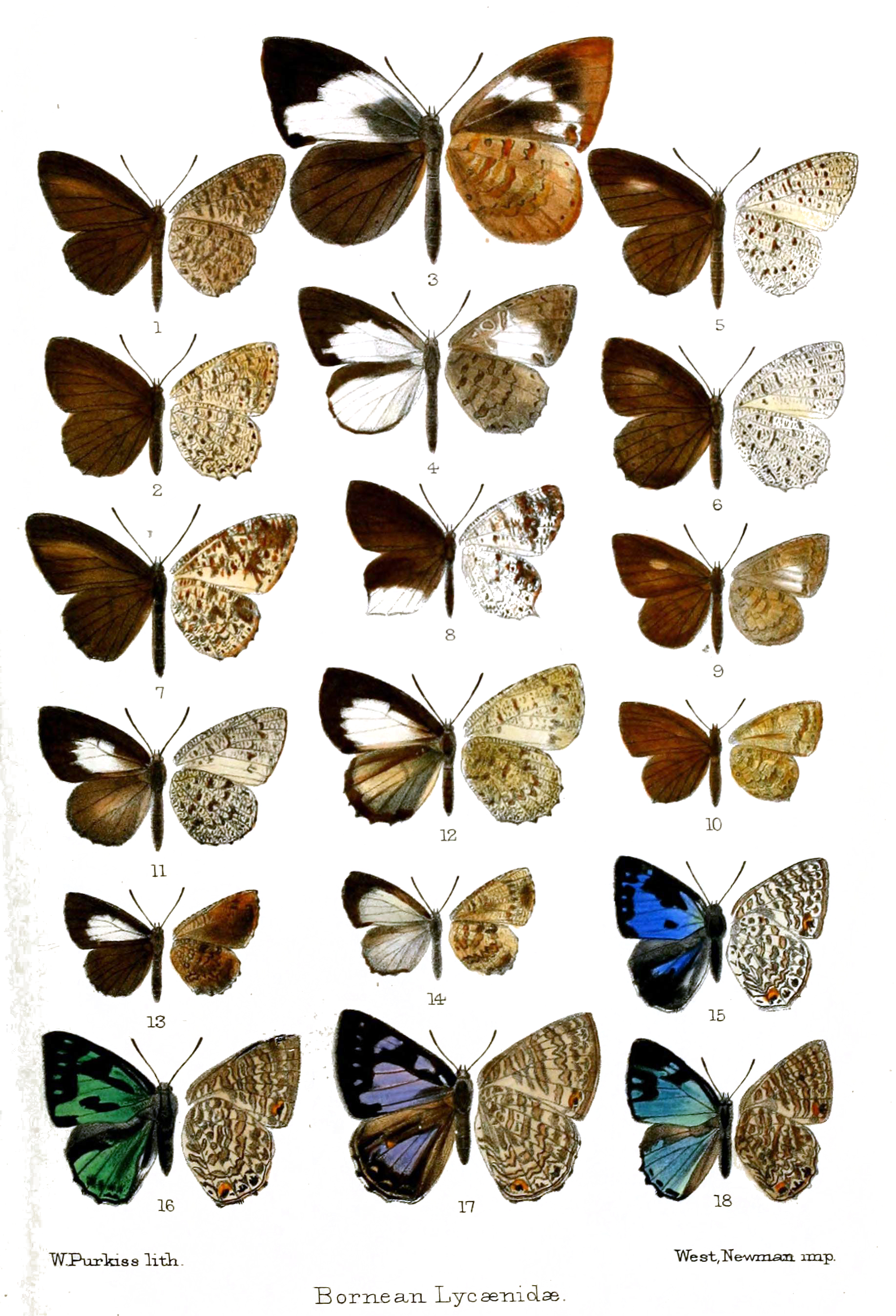
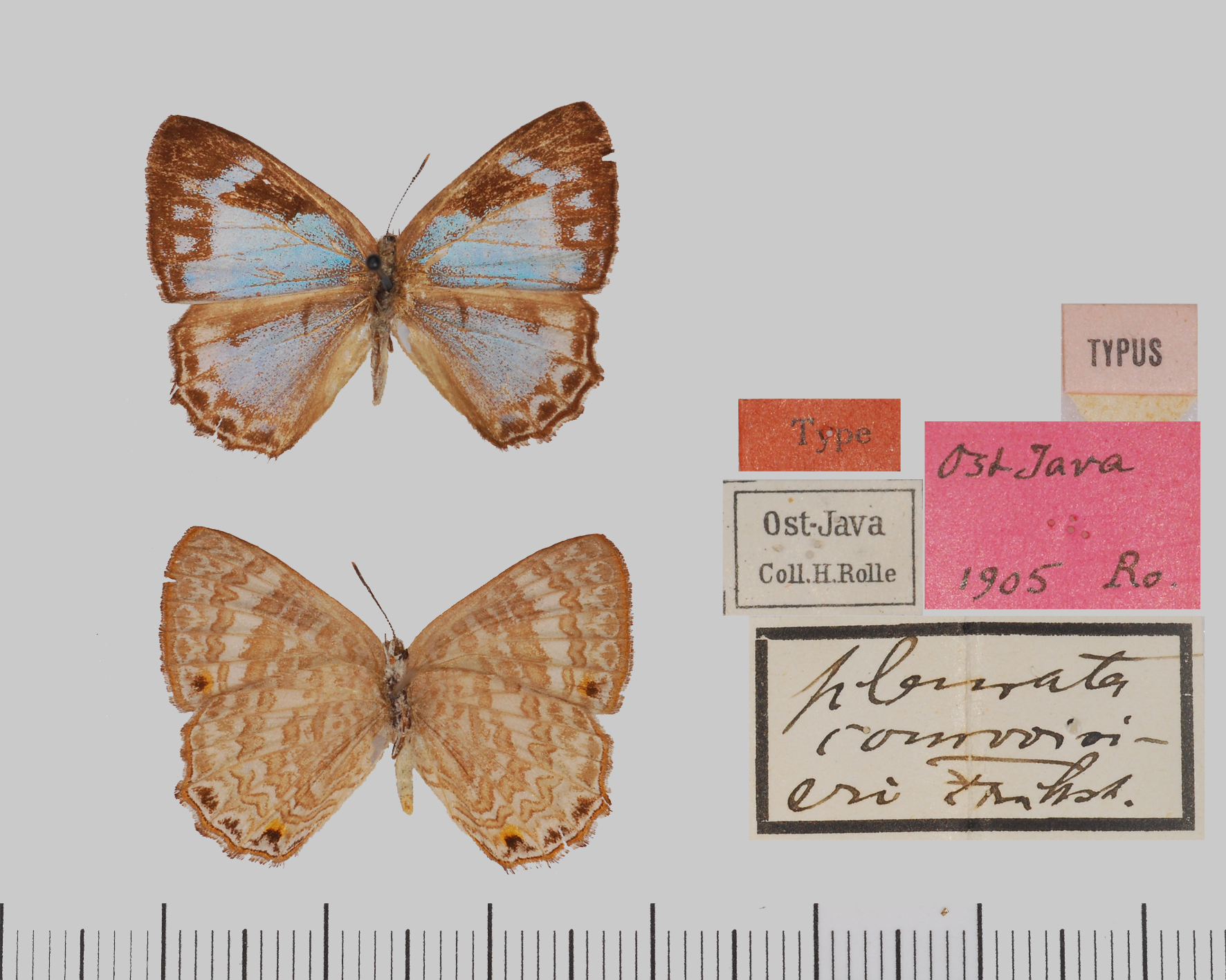
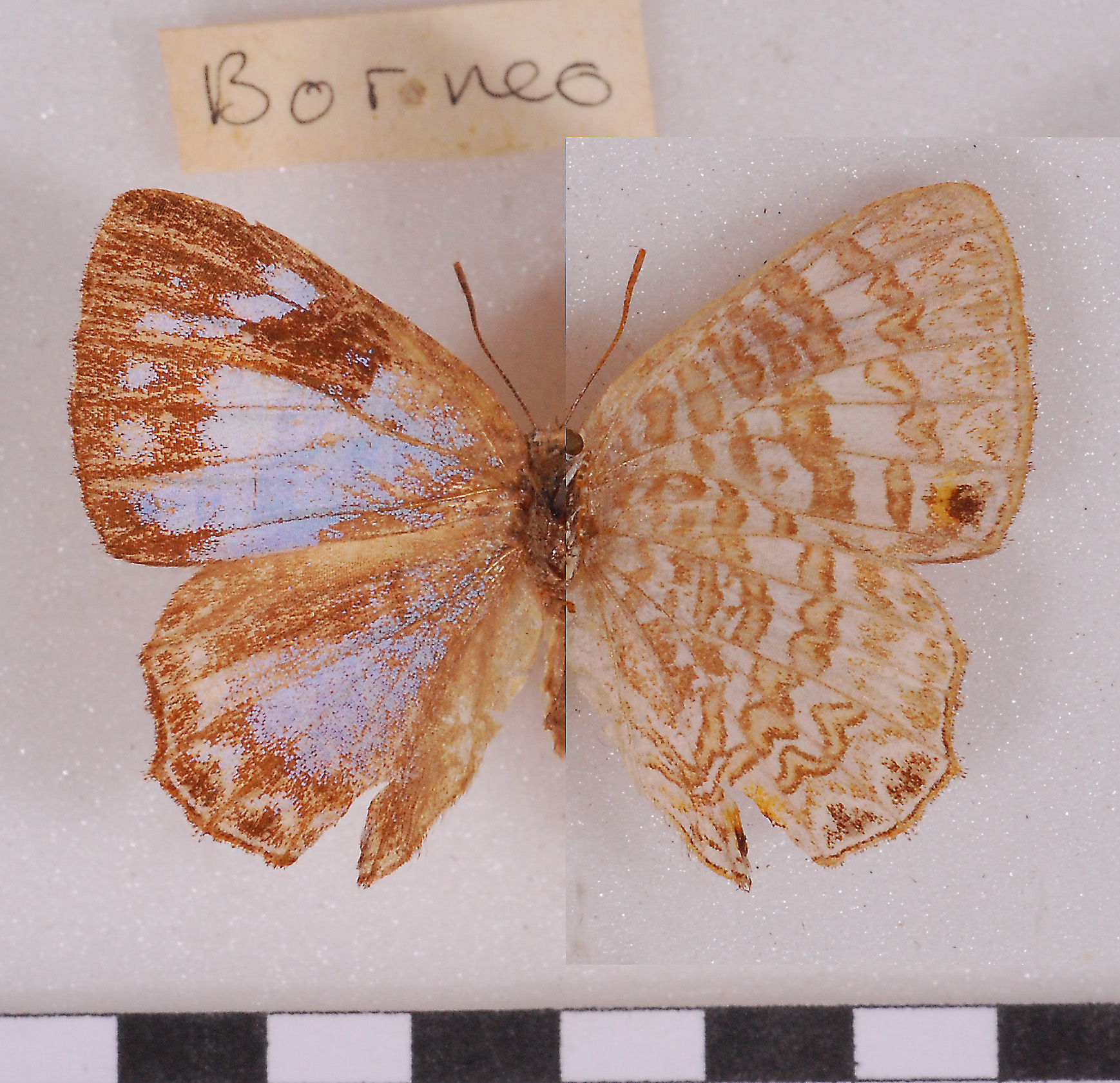
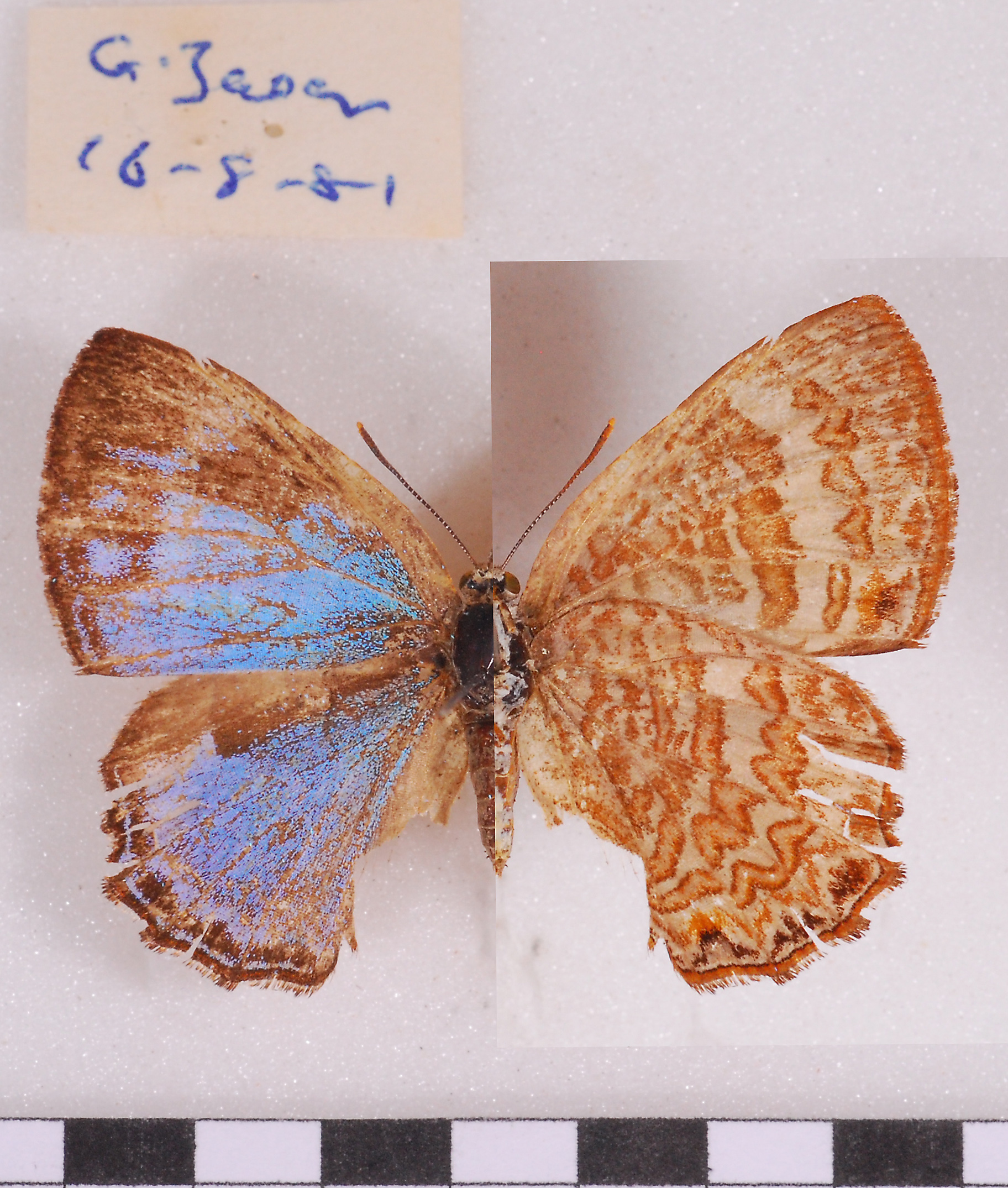